# Ластовень буруватий
Ластовень буруватий, ластовень проміжний як Vincetoxicum intermedium і ластовень азовський як Vincetoxicum maeoticum (Vincetoxicum fuscatum) — багаторічна рослина родини барвінкових, поширений у південній Європі, Туреччині, Вірменії, Казахстані.

## Опис
Трав'яниста рослина заввишки 20–40 см. Стебла прямостоячі, прямі, вкриті дрібним запушенням. Насіння яйцеподібне, поверхня гладка, дорсальна сторона опукла, вентральна увігнута з ребром посередині, верхівка з папусом волосків, 5.4–6 x 2.9–3.3 мм.

## Поширення
Поширений у південній Європі, Туреччині, Вірменії, Казахстані.
В Україні зростає на відслоненнях крейди, граніту, гнейсів — на півдні.